# Internationales Jahr der Erhaltung der Gletscher
Das Internationale Jahr der Erhaltung der Gletscher wurde für das Jahr 2025 auf der Generalversammlung der Vereinten Nationen im Dezember 2022 erklärt. Gleichzeitig wurde der 21. März jedes Jahres ab 2025 als Welttag der Gletscher ausgerufen. Ziel des Internationalen Jahres und Welttags ist das globale Bewusstsein für die Bedeutung von Gletschern im Klimasystem und Wasserkreislauf zu stärken und auf die Folgen des Gletscherschwunds aufgrund der globalen Erwärmung aufmerksam zu machen.